# Саламандра Гадова
Саламандра Гадова (Pseudoeurycea gadovii) — вид земноводних з роду Центральноамериканська саламандра родини Безлегеневі саламандри. Отримала назву на честь німецького вченого Ґанса Фрідриха Гадова.

## Опис
Довжина тіла без хвоста становить близько 6,3 см при загальній довжині тіла — 17,4 см. Голова трохи сплощена. Морда дещо загострена. тулуб кремезний. Хвіст доволі довгий. Кінцівки сильні з перетинками на пальцях передніх й задніх лап. Забарвлення коричневе. З боків шиї є жовті плями. З боків можуть тягнуться тоненькі жовті лінії.

## Спосіб життя
Полюбляє вологі гірські ліси. зустрічається на висоті від 2800 до 5000 м над рівнем моря. Здатна витримувати високі температури, перебуваючи на схилах діючих вулканів. Живиться зазавичай великими безхребетними.
Самиця відкладає до 15 яєць. Щодо процесу парування та розмноження замало відомостей. У цієї амфібії, як й у інших представників її роду, прямий розвиток в яйці, тобто з низ вже виходять сформовані маленькі саламандри.

## Розповсюдження
Мешкає на схилах вулканів Орісаба (штати Веракрус та Пуебло) та Ла-Малінче на кордоні штатів Тласкала і Пуебла.